# Hisashi Mizutori
Hisashi Mizutori född den 22 juli 1980 i Shizuoka, Japan, är en japansk gymnast.
Han tog OS-guld i lagmångkampen i samband med de olympiska gymnastiktävlingarna 2004 i Aten.